# ساحل غربی (ترانه)
«ساحل غربی» (به انگلیسی: West Coast) ترانه‌ای از خواننده و ترانه‌نویس آمریکایی لانا دل ری برای سومین آلبوم استودیویی‌اش، خشونت افراطی (۲۰۱۴) است. این ترانه در ۱۴ آوریل ۲۰۱۴ به‌عنوان تک‌آهنگ لید آلبوم منتشر شد. در این ترانه، آواز دل ری یک لحن احساسی و ترسناک‌تر از ترانه‌شناسی قبلی خود را نشان می‌دهد و اغلب به سبک «نفس گیر» مضطرب خوانده می‌شود.
این تک‌آهنگ در جدول ۱۰۰ آهنگ داغ بیلبورد به رتبه ۱۷ رسید.